# Víctor Beltrí

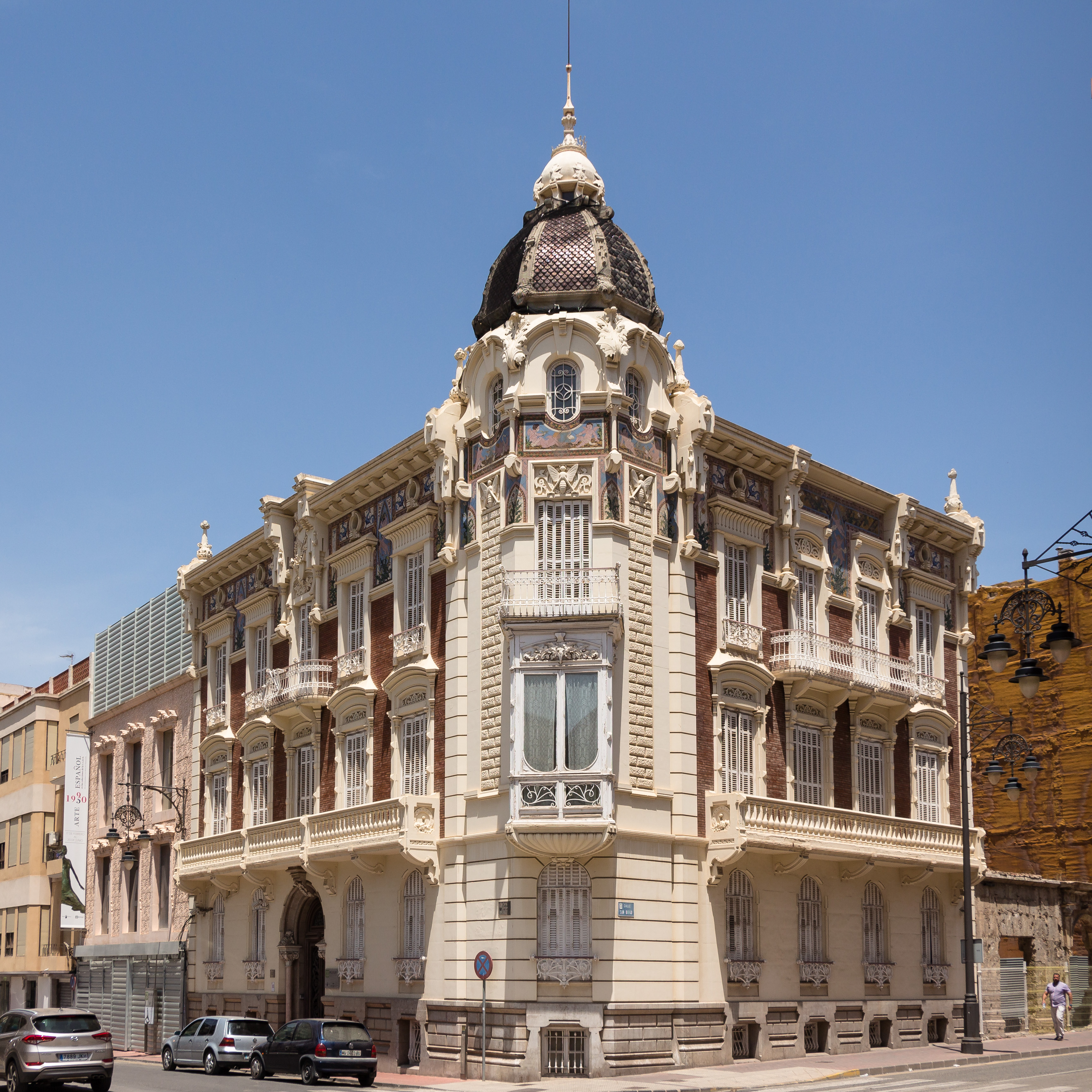
Palacio de Aguirre, en Cartagena, obra de Víctor Beltrí de 1898.

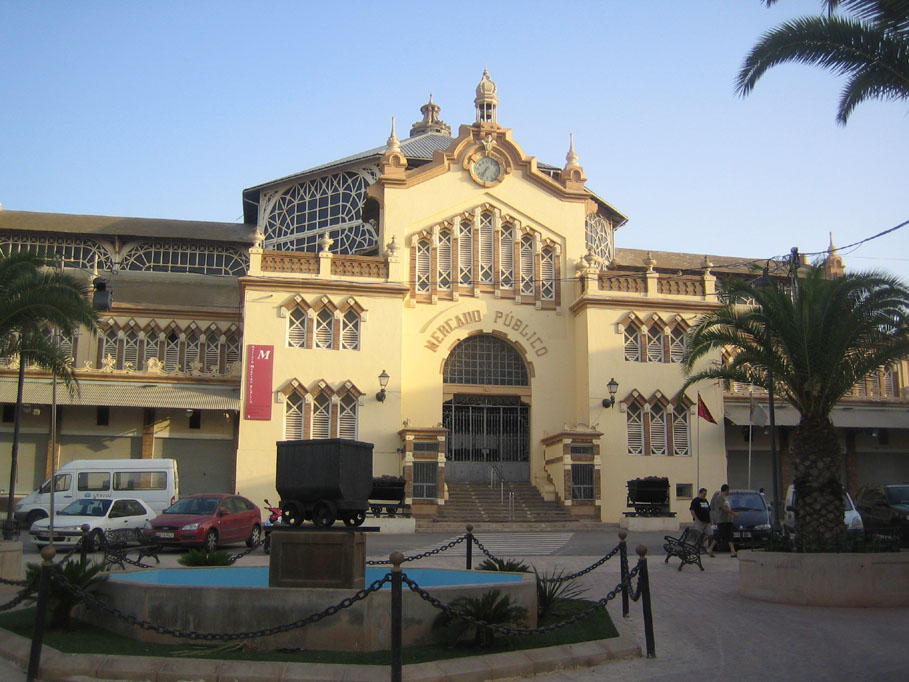
Antiguo mercado público de La Unión, obra de Víctor Beltrí de 1901.

Víctor Beltrí y Roqueta nació en Tortosa (provincia de Tarragona) el 16 de abril de 1862 y murió el 4 de febrero de 1935 en Cartagena (España). De profesión arquitecto, ejerció gran parte de su carrera en la ciudad de Cartagena, motivo por el cual es considerado el mayor representante del modernismo en la región.

## Biografía
Víctor Beltrí nace en Tortosa, Tarragona el 16 de abril de 1862, hermano mayor de cuatro hermanos e hijo de José María Beltrí y Belilla y Carmen Roqueta.
Vive en su ciudad natal hasta los 18 años, edad en la que se muda a Barcelona para realizar sus estudios en la Escuela de Arquitectura y en la Escuela Oficial de Bellas Artes, donde para poder hacer frente a los gastos de sus estudios empieza a trabajar. En el periodo de estancia (1880-1886) empiezan a surgir los primeros esbozos del movimiento modernista.
Cuando acaba sus estudios en el 1886 vuelve a Tortosa donde emprende sus primeros años de profesión. En 1890 se muda a Gandía donde experimentará un gran crecimiento artístico. Finalmente, terminará la última y más extensa etapa de su vida entre La Unión y Cartagena, donde realizará gran cantidad de trabajos. Por ello, termina siendo el máximo representante de la arquitectura modernista de la Región de Murcia.
Llegó a Cartagena en 1895. En esos momentos, la ciudad estaba siendo reconstruida después de la destrucción causada por la revolución cantonal de 1873. La ciudad se encontraba en plena expansión por la riqueza generada por la explotación del plomo y la plata de las Minas de La Unión. El 4 de febrero de 1935 es enterrado en la ciudad de Cartagena.

### Obra
En sus obras, muchas declaradas Bien de Interés Cultural, Beltrí integra todas las artes del momento: el hierro, la cerámica, el cristal, algo que es típico del modernismo.
Obras de Beltrí en Cartagena
Su primera obra en Cartagena fue la Casa Cervantes (actual sede del Banco Sabadell), y fue tal el reconocimiento que alcanzó con esta obra que le llovieron los encargos, de tal manera que se convirtió en el arquitecto preferido de la burguesía cartagenera de principios de siglo, y es en gran parte responsable de la configuración estética actual del casco histórico de Cartagena.
A la Casa Cervantes, siguieron encargos como:
- La Iglesia de Barrio Peral (1896).
- El Palacio de Aguirre (1898).
- La Villa Calamari (1900), también conocido como Palacete de Versalles.
- La Casa Maestre (1906). Inspirada en la Casa Calvet de Gaudí.
- Las Casas de los Catalanes (1907).
- La Casa Dorda (1910).
- La Casa Zapata (1910).
- Chalet palacete Del Conde de Campillos en Santiago de la Ribera (1912)
- El Gran Hotel (1912): la obra más representativa del modernismo en la Región de Murcia. Ya no tiene uso hotelero. Tiene seis plantas. La fachada es de piedra artificial y ladrillo rojo.
- La Casa Llagostera (1915): Decorada toda su fachada con azulejos alegóricos de cerámica pintada.
- La Fundición Frigard (1918).
- Asilo de Ancianos de las Hermanitas de los Pobres (1926)
- La Casa de Misericordia (1929).

Otras obras son: la reconstrucción de la Catedral de Cartagena, el antiguo Club de Regatas (discutido), la remodelación del Casino de Cartagena, y muchas otras obras.
Obras de Beltrí en La Unión
- El antiguo mercado público (1901) realizada en hierro, piedra y cristal, una de las obras más significativas del modernismo en España.
- La Casa del Tío Lobo, en Portmán (1913).

Obras de Beltrí en Gandía (Valencia)
- Palacete París (1908).

## Legado
Con motivo de los preparativos para el 150 aniversario de su nacimiento, en 2008 se creó una comisión, llamada Comisión Beltrí 2012, encargada de preservar el legado cultural de este importante arquitecto. Uno de sus logros fue conseguir que el Ayuntamiento de Cartagena renombrase la Ronda Norte como Avenida de Víctor Beltrí.

## Galería

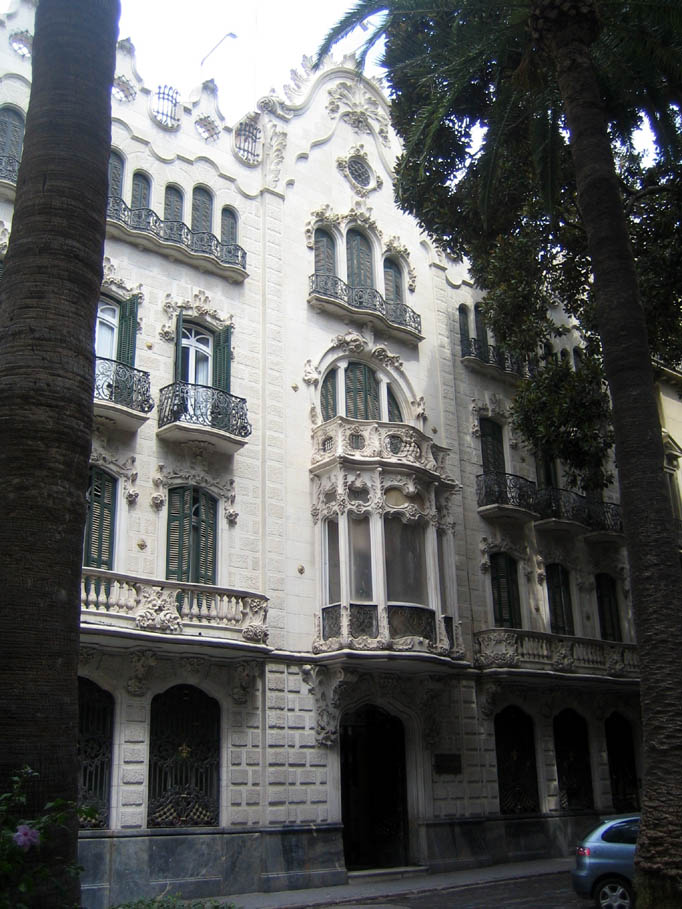
Casa Maestre de Cartagena.
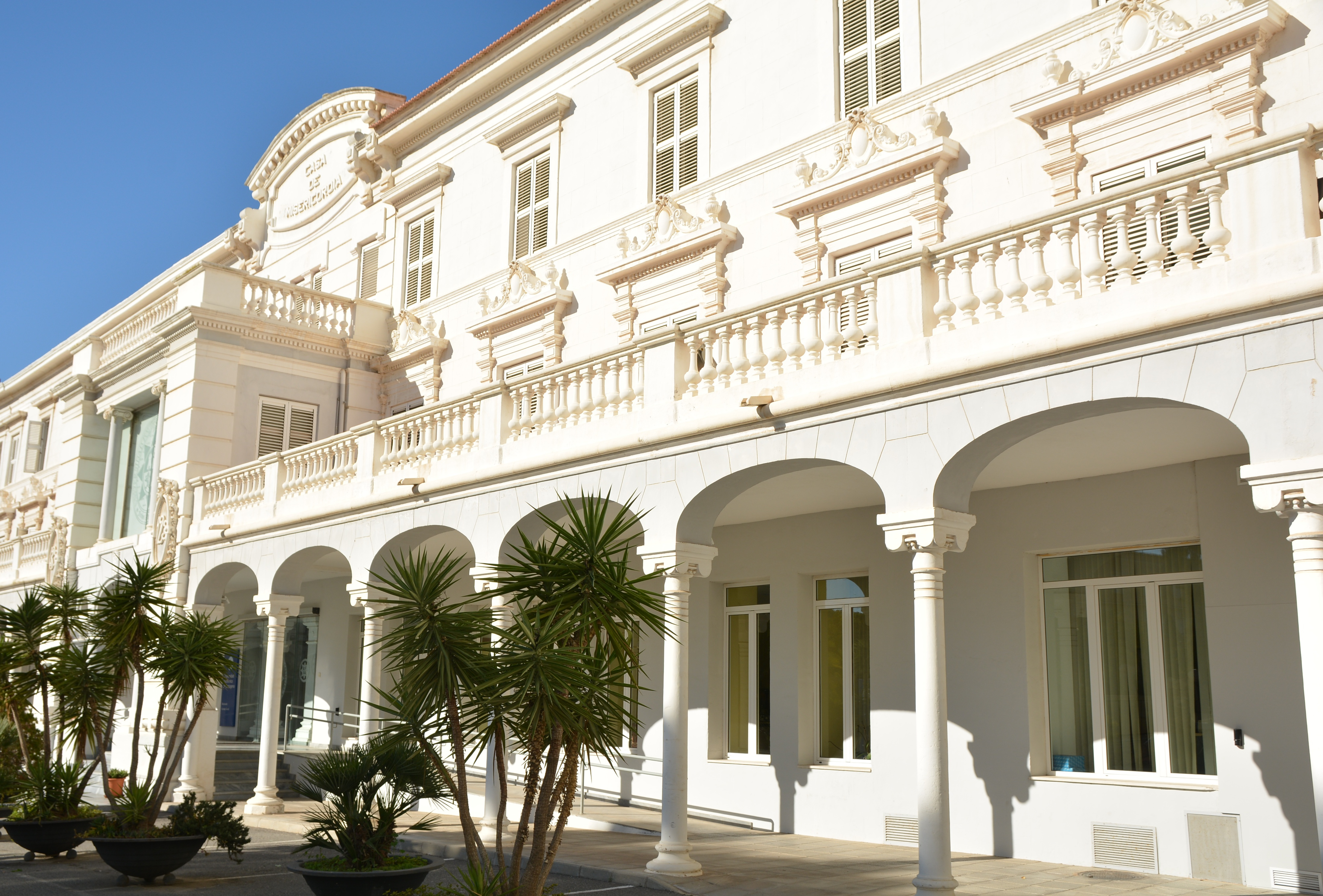
Casa de Misericordia de Cartagena.
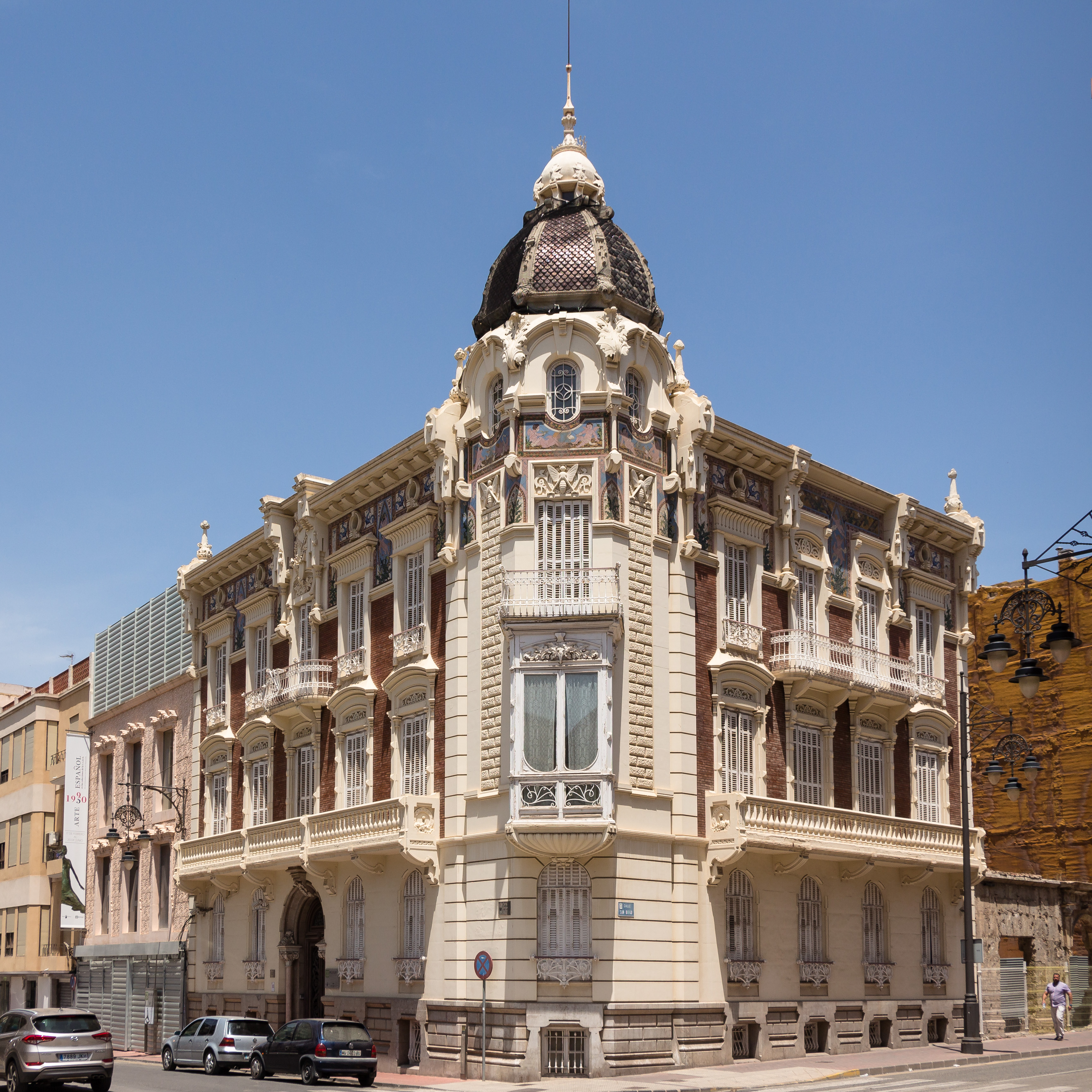
Palacio de Aguirre de Cartagena.
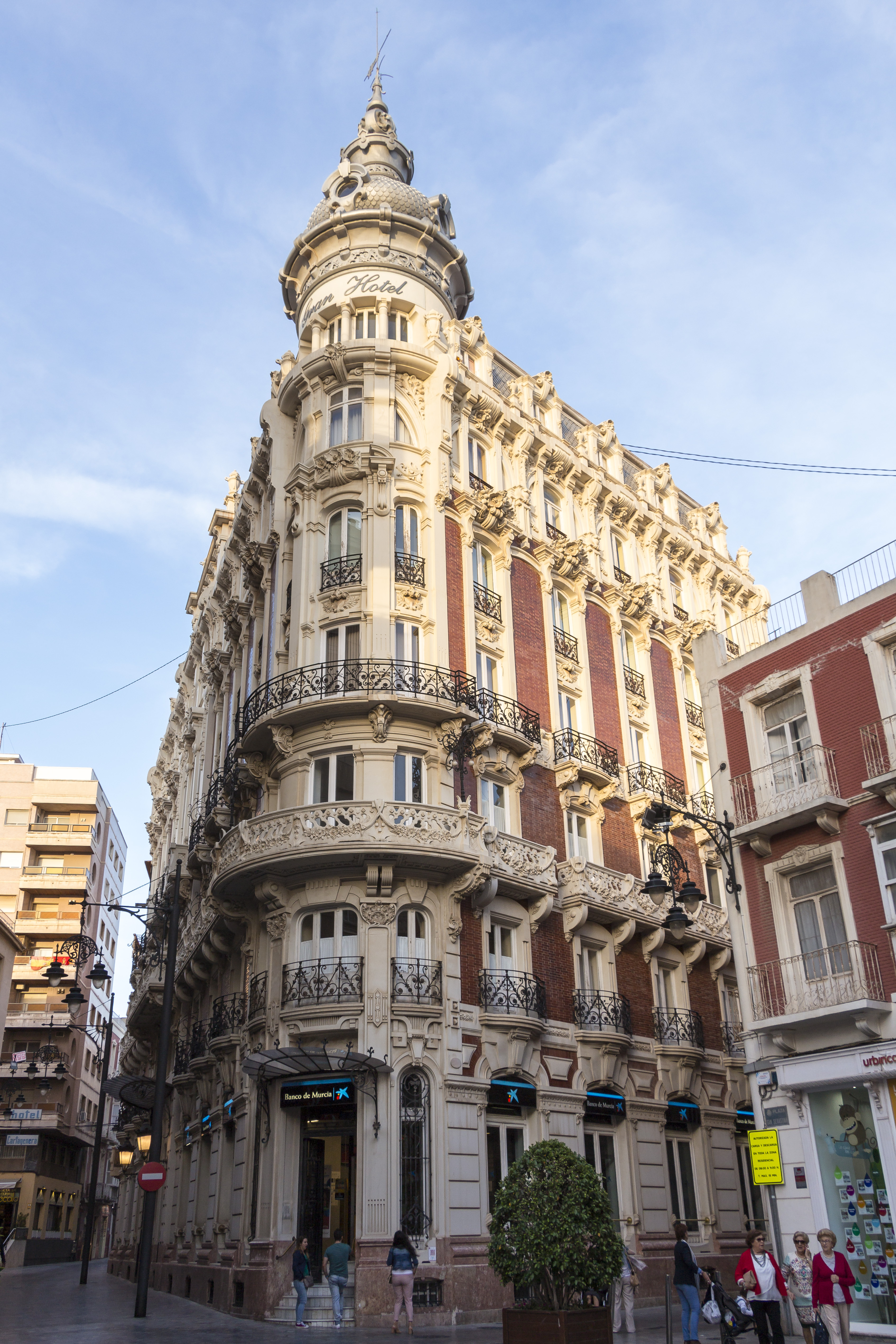
Gran hotel de Cartagena.
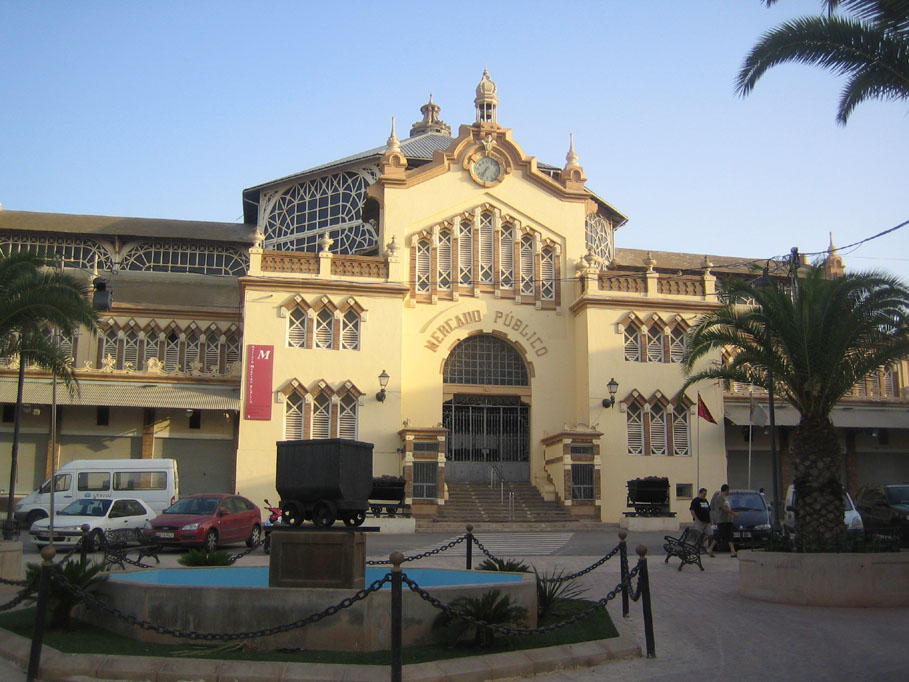
Mercado Público de La Unión.
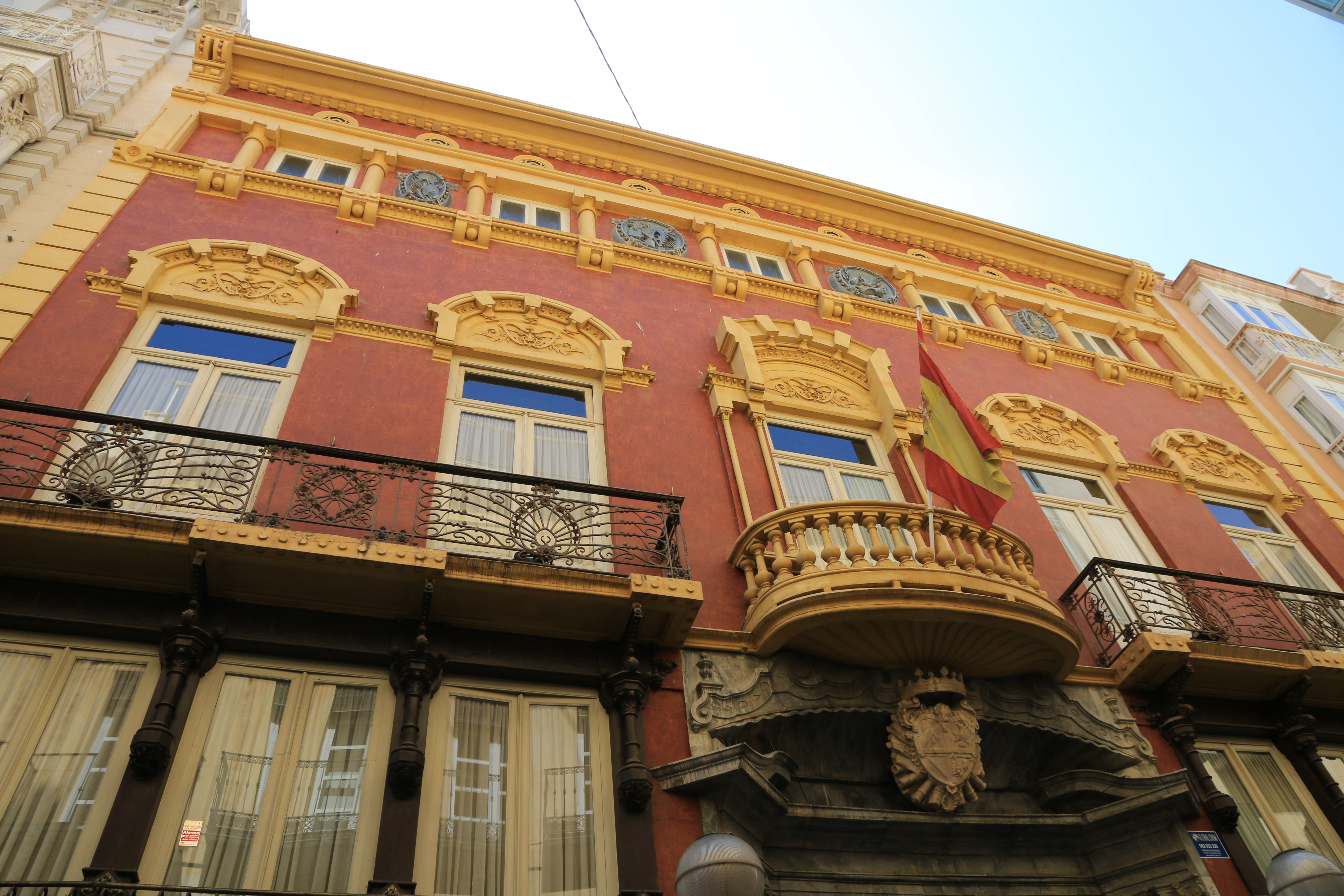
Casino de Cartagena.
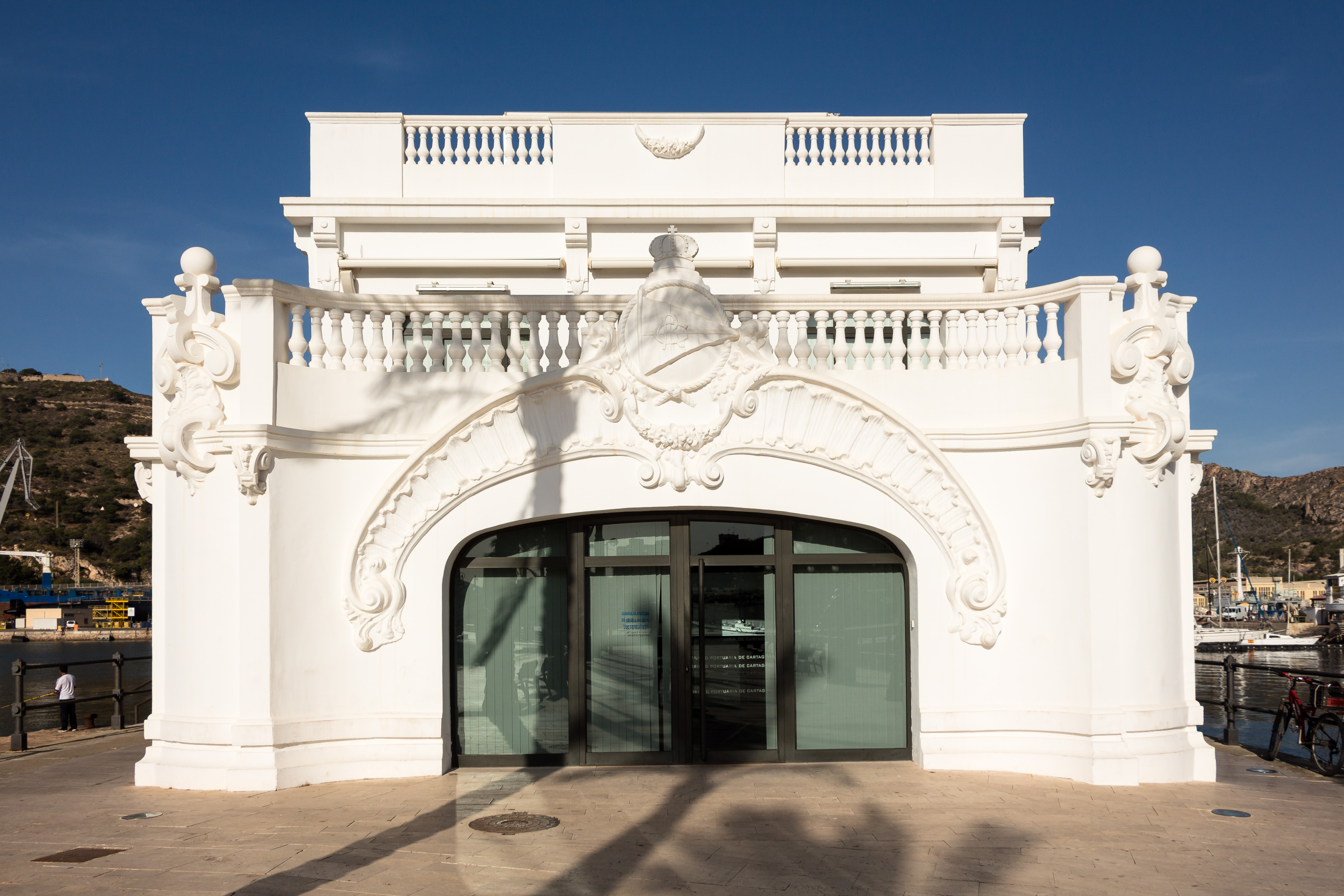
Antiguo Club de Regatas.
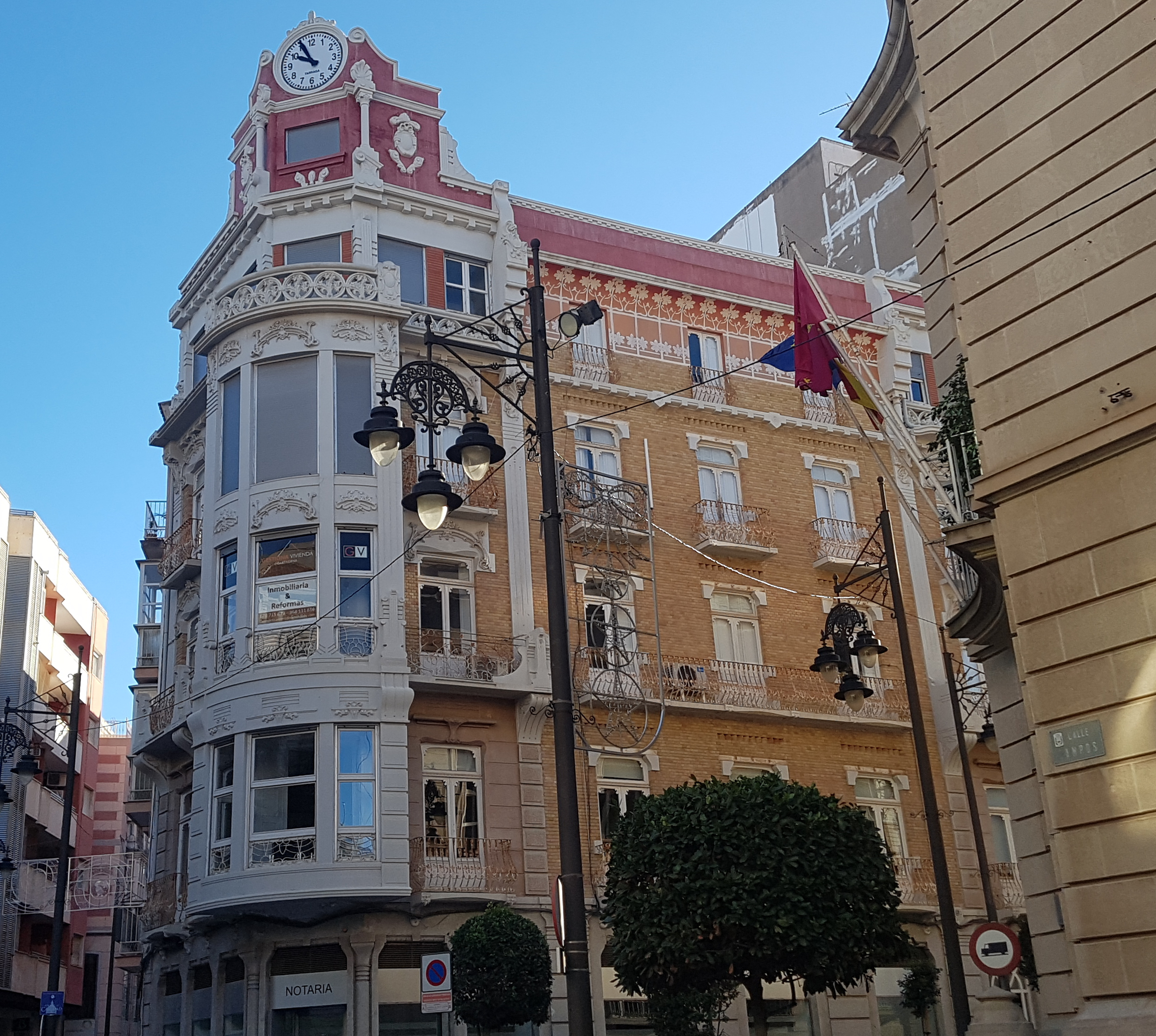
Casa Tárraga de Cartagena.
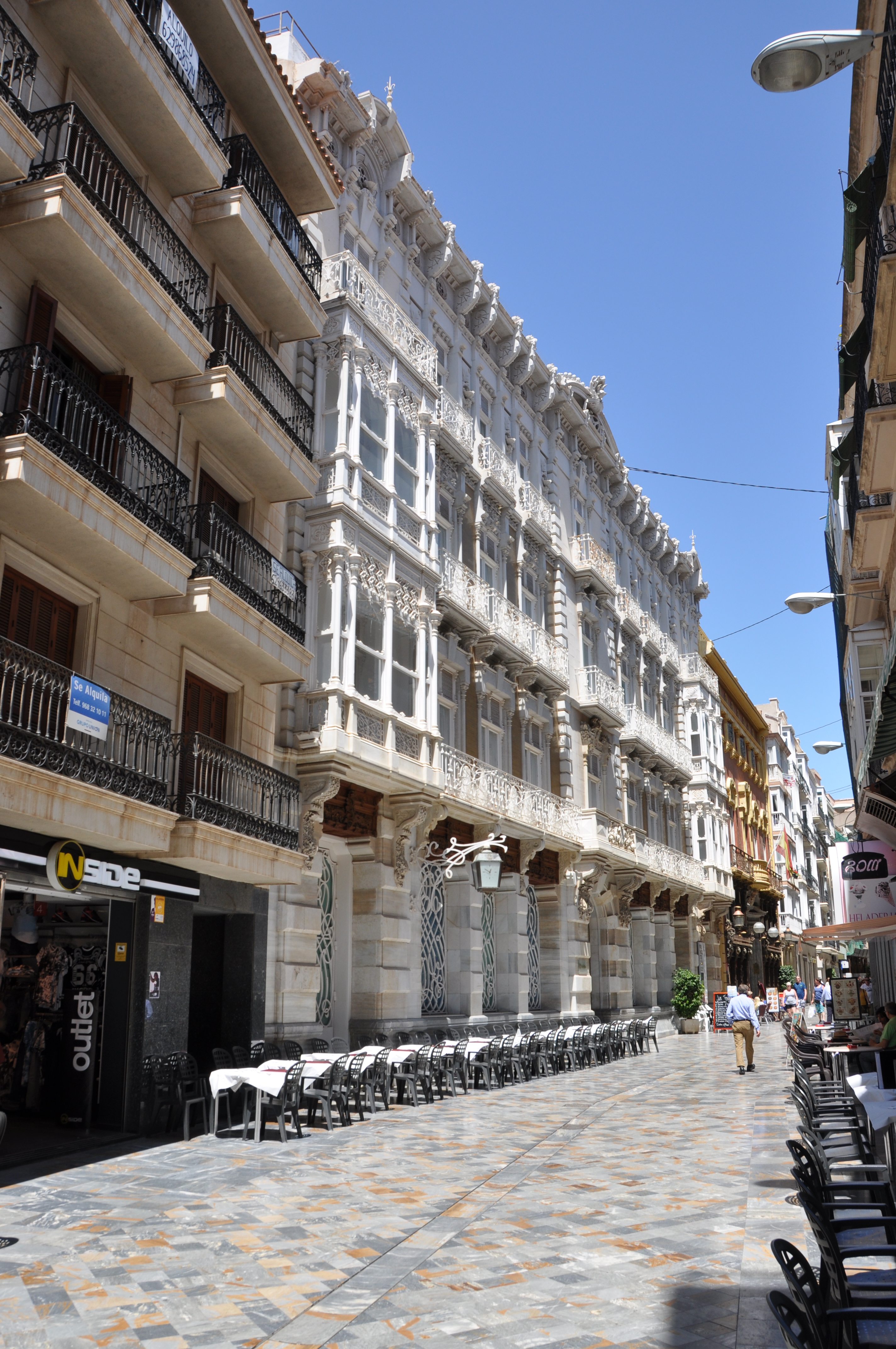
Casa Cervantes de Cartagena.
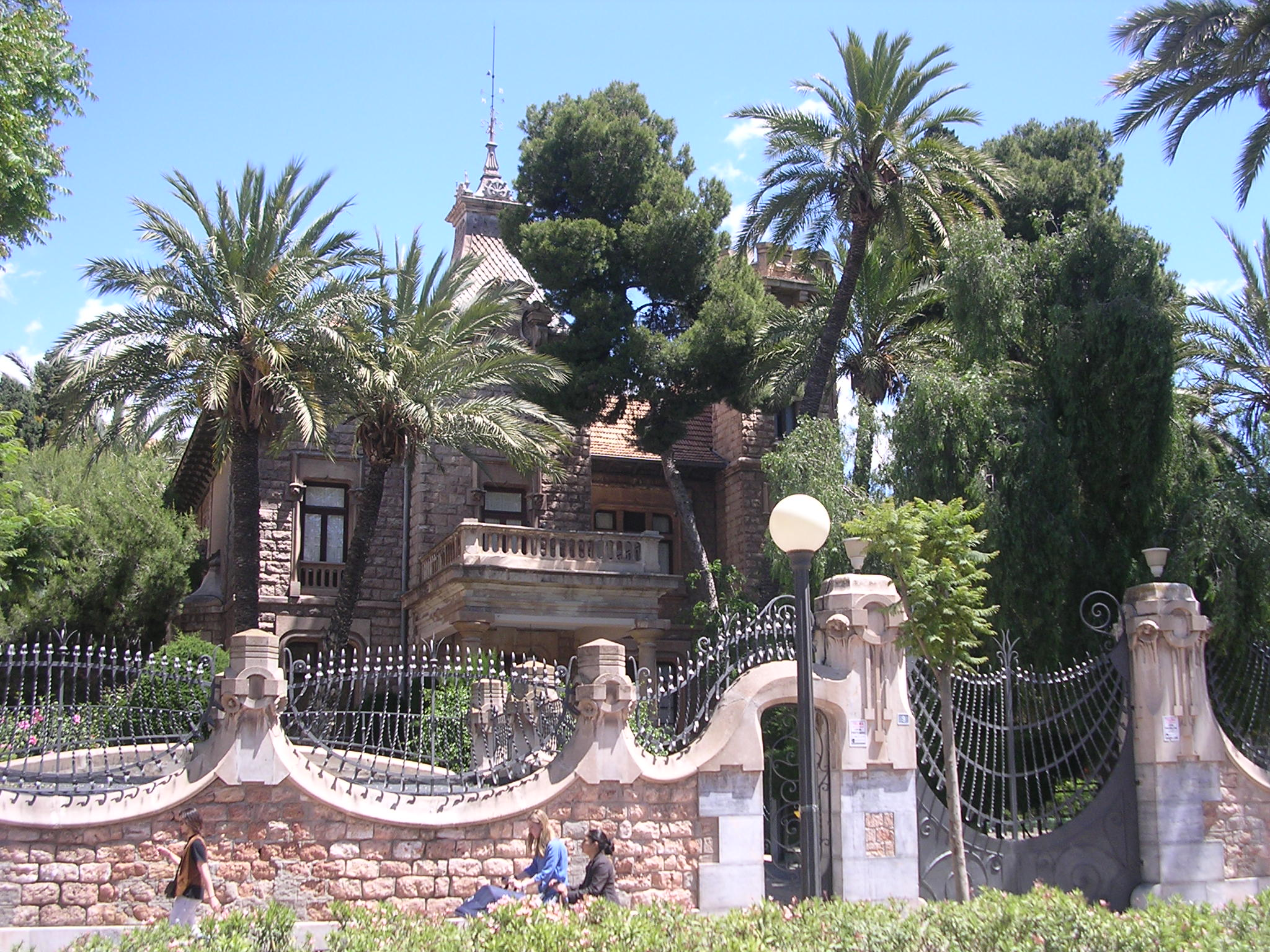
Casa Zapata